# Reine Glückssache
Reine Glückssache (Originaltitel: Pure Luck), auch Reine Glückssache – Dumm sucht dümmer, ist eine US-amerikanische Filmkomödie aus dem Jahr 1991. Der Film ist eine Neuverfilmung der französischen Komödie Der Hornochse und sein Zugpferd (La chèvre), mit Pierre Richard und Gérard Depardieu in den Hauptrollen, aus dem Jahr 1981.

## Handlung
Die ungeschickte Millionärstochter Valerie Highsmith verschwindet nach einer Pechsträhne während eines Mexiko-Urlaubs. Ihr wohlhabender Vater beauftragt daraufhin den alternden Privatdetektiv Ray Campanella, seine geliebte Tochter wiederaufzufinden. Campanella bleibt zunächst erfolglos, Highsmith wird vom Psychologen Monosoff davon überzeugt, den bei Highsmith arbeitenden Buchhalter Eugene Proctor, ein ähnlicher Pechvogel wie Valerie, Campanella begleiten zu lassen und eine zweite Suche zu starten.
Tatsächlich ergibt sich eine erste Spur, als Procter mit dem Kopf gegen die gleiche Glastür am mexikanischen Flughafen stößt wie Valerie Wochen zuvor in den Händen des amerikanischen Kleinganoven Frank Grimes. Als Procter in einer Bar ausgeraubt und zusammengeschlagen wird, sucht Campanella die Räuber und stößt dabei auf Grimes. Diesen zwingt Campanella, mit ihm und Procter zu fahren. Als sie durch ein Missgeschick Procters stehenbleiben und kurz danach die verfolgenden Räuber Grimes erschießen, konstatiert dieser, dass ihm Valerie nur Unglück gebracht hat.
Die Polizei informiert Campanella, dass der Räuberchef Valerie in ein Flugzeug gesetzt hat, das abgestürzt sein soll. Highsmith weist Campanella an, ein Flugzeug zu mieten und die Flugzeugroute abzufliegen. Procter reagiert im Flugzeug allergisch auf einen Bienenstich und wird nach einer Notlandung in ein Missionshospital eingeliefert. Dort erfährt er von einem brandverletzten Indianer, dass dessen Dorf durch den Fehler einer Frau abbrannte. Der Indigene reagiert panisch, als Campanella ihm das Bild von Valerie vors Gesicht hält. Die beiden Suchenden fahren in das Dorf, Procter wird von Campanella aufgeklärt, dass ihm von Highsmith nur zum Schein gesagt wurde, er fungiere als Leiter des Ermittlungsteams. Der erboste Proctor stürzt sich auf Campanella, stößt jedoch gegen den Stoßfänger des Jeeps.
Proctor erhält in einem Krankenhaus einen Kopfverband. Er erwacht gleichzeitig mit der im Nebenbett liegenden, an Amnesie leidenden Valerie mit gleichem Kopfverband. Die beiden gehen nach draußen auf eine hölzerne Mole. Während Campanella aus der Ferne Valerie erkennt, bricht das Ende der Mole ab. In der letzten Einstellung sieht man, wie Valerie und Proctor auf dem Molenteil stehen und auf einen Wasserfall zusteuern.

## Kritiken
Das Lexikon des internationalen Films schrieb, der Film sei ein „ziemlich schwaches Remake der französischen Komödie "Der Hornochse und sein Zugpferd"“.
Die Zeitschrift Cinema bezeichnete den Film als ein „maues US-Remake einer französischen Komödie“.
Die Website Rotten Tomatoes, die Filmkritiken auswertet, wertete nach einer Auswertung von elf Kritiken nur eine einzige als positiv.

## Hintergründe
Der Film wurde in Mexiko gedreht. Seine Produktionskosten betrugen schätzungsweise 17 Millionen US-Dollar. Der Film spielte weltweit knapp 25 Millionen US-Dollar ein, davon in den Kinos der USA über 22,7 Millionen US-Dollar.